# 家中
家中（かちゅう）は、日本の中世から近世にかけての武家、およびその家臣団のことである。江戸時代においては大名領（藩）を支配する組織、または大名に仕える武士（藩士）のこと、あるいは大名の領土自体を指した。

## 概要
中世における武家は、惣領と庶子などの一門衆からなる「一家中」を中心に構成されていたが、次第に譜代の家臣（家子）を加えて擬制的な家組織として再編成され、さらに新たに服属した国人領主（郎党）なども加える形で形成された惣領と家臣団による集団の総称を「家中」と称した。これは、東国で主に用いられた洞とほぼ同じ概念と考えられている。
江戸時代に入ると、特定の大名の家臣団あるいは大名を加えた藩全体を「家中」と呼ぶようになった。むしろ、江戸時代の儒学者が中国の封建制度に倣って用い、明治政府の成立後に公式の用語となった土地統治に由来する「藩」よりも、人的結合に由来する「家中」の方がより広く用いられていた。
例として、伊達家によって治められ仙台城を中心とした地域を統治していた藩や藩士は、「仙台藩」「仙台藩士」ではなく、主家の名により「伊達家御家中」「伊達家家臣」という表現が用いられた。また国持大名であった伊達家は徳川将軍家から「松平姓」を与えられていたため、「松平陸奥守様御家中」とも称された。ここでいう「松平姓」も、幕藩体制を本来松平氏の惣領でもあった徳川将軍家を惣領とする擬制的な家組織とする観念から与えられたものである。
家中の中にも一門・譜代・外様・郷士などの区別があり、農村部に住む郷士を除外し、城下町に住む武士のみを「家中」と称して差別化を図ることもあった。
家中でも知行取が許された上級家臣と、蔵米取であったその他の家臣に分けられていた。